# Фармига, Вера
Ве́ра Энн Фарми́га (англ. Vera Ann Farmiga; род. 6 августа 1973, Клифтон, Пассейик, Нью-Джерси, США) — американская актриса театра, кино и телевидения украинского происхождения, кинорежиссёр и продюсер. Актёрскую карьеру начала в театре, а в 1997 году состоялся её кинодебют в телефильме «Роуз Хилл».
Первой же её заметной работой в кино стала роль наркоманки и матери двоих детей Ирен Моррисон в драматическом фильме «До последней черты», принёсшая Фармиге номинацию на премию «Независимый дух», за «Лучшую женскую роль» в 2005 году. После этого она сыграла одну из главных ролей в криминальной драме «Отступники» (2006), а за свою роль получила номинацию на премию «Империя» за «Лучший женский дебют» и была номинирована на «Премию Гильдии киноактёров США» за «Лучший актёрский состав в игровом кино» в 2007 году.
За исполнение роли Алекс Горан в драматическом фильме «Мне бы в небо» (2009) Вера Фармига была номинирована на премии «Оскар», BAFTA, «Золотой глобус» и Премию Гильдии киноактёров США за «Лучшую женскую роль второго плана» в 2010 году.
Большую известность ей принесла роль Нормы Бейтс в телесериале канала A&E «Мотель Бейтс», где она также выступила в роли продюсера. За эту роль Вера Фармига была номинирована на премию «Эмми» за «Лучшую женскую роль в драматическом сериале» в 2013 году и была удостоена премии «Сатурн» как «Лучшая телеактриса» в 2014 году.

## Ранние годы и образование
Вера Фармига родилась 6 августа 1973 года в городе Клифтон, округ Пассейик, штат Нью-Джерси, США. Она второй ребёнок из семи детей иммигрантов из Украинской ССР. Отец Михаил — компьютерный инженер, мать Любовь — школьная учительница.
Фармига считает себя «100% украинской американкой». Она была воспитана в островной украинско-американской общине в Эрвингтоне, Нью-Джерси. До шести лет Фармига не разговаривала на английском языке. Когда ей исполнилось двенадцать лет, семья переехала из Эрвингтона в Уайтхаус (станция в Нью-Джерси). После она посещала украинскую греко-католическую школу в Нью-Йорке и вступила в украинский фольклорно-танцевальный ансамбль Syzokryli. Фармига занимается танцами, является профессиональной пианисткой и бывшим членом украинской скаутской организации «Пласт».
В 1991 году она окончила центральную районную школу Hunterdon. Во время её первого года обучения в ней Фармига часто сидела на скамейке запасных во время футбольной игры, и её друг убедил Фармигу пойти на прослушивание в школьную постановку «Вампир», в которой она получила главную роль. После Фармига поступила в школу изобразительного исполнительского искусства в Сиракузском университете, которую окончила в 1995 году.
У Фармиги есть старший брат Виктор и пять младших братьев и сестёр: Стефан, Надежда, Александра, Лариса и Таисса Фармига (которая также стала актрисой). Её бабушка и дед по материнской линии, Надежда (23 октября 1925 — 19 октября 2014 года) и Теодор (20 марта 1921 — 4 февраля 1990 года), познакомились в Карлсфельде во время Второй мировой войны. В своё время её дед работал слесарем для армии США. Теодор и Надежда поженились в Мюнхене в 1946 году и эмигрировали в США (на борту американского военного корабля «USS General M. B. Stewart») в 1950 году, когда её матери было 14 месяцев.

## Карьера

### 1996—2001:Начало карьеры
В феврале 1996 года Фармига сыграла роль Миранды в пьесе «Буря», в американской, театральной консерватории. Она также принимала участие в нескольких постановках в качестве члена «The Barrow Group», престижной театральной компании в Нью-Йорке, где она сыграла Нину Заречную в пьесе «Чайка» (1996) и Анну в пьесе «Хорошо» (1996).
Фармига осуществила свой Бродвейский дебют наряду с Эдом Харрисом и Дэниелом Мэсси 17 октября 1996 года, в качестве дублерши Эмми Страубе, в фильме «Taking Sides». Следующей работой в её карьере стал телевизионный фильм «Роуз Хилл», в котором она сыграла Эмили Эллиот. Фильм вышел в эфир на канале CBS 20 апреля 1997 года. После Вера играла бывшую рабыню Кейтлин в приключенческом, фэнтези-сериале «Рёв», вместе с Хитом Леджером и Себастьяном Роше. Фармига заявила, что сериал должен был называться «Храброе сердце», его премьера состоялась 14 июля 1997 года, но впоследствии сериал был закрыт после показа только одного сезона.
В следующем году актриса снялась в одном из эпизодов процедурного, драматического телесериала канала NBC «Закон и порядок», в роли Линдси Карсон, дочери осуждённого убийцы. В конце 1990-х годов, она продолжала появляться на сцене телевидения и кино. Вскоре Фармига получила второстепенную роль Кэрри, в драматическом триллере «Возвращение в рай», в котором она снялась вместе с Винсом Воном и Хоакином Фениксом, фильм был показан в кинотеатрах 14 августа 1998 года. Два года спустя, Фармига получила второстепенную роль Лизы Тайлер в романтической драме «Осень в Нью-Йорке», вместе с Ричардом Гиром и Вайноной Райдер. Фильм был выпущен 11 августа 2000 года и собрал в прокате в общей сложности $90,7 млн по всему миру с бюджетом в $65 млн, став самым финансово успешным проектом 2000 года.
Следующий фильм с её участием — криминальная драма «Отступники», была выпущена 11 августа 2000 года, в ней она сыграла Мириам Келли, дочь Кристофера Уокена. В следующем году, Фармига получила главную роль чешской иммигрантки Дафны Хэндловой в триллере «15 минут славы», её партнёром по фильму стал Роберт Де Ниро. Фильм был выпущен 9 марта 2001 года и имел кассовый успех, собрав $56,4 млн.
После она снялась в британско-македонской драме «Прах», вместе с Джозефом Файнсом, премьера фильма состоялась на Венецианском кинофестивале 29 августа 2001 года. Впоследствии Фармига вошла в основной актёрский состав процедурно-драматического сериала канала NBC «Под прикрытием», в роли Алекс Кросс. Премьера сериала состоялась 30 сентября 2001 года, но вскоре он был закрыт после показа одного сезона. Затем она воплотила образ королевы Джозефины в телевизионном фильме «Белоснежка», который вышел в эфир 28 октября, 2001 года.

### 2002—2008:Прорыв
Фармига получила главную роль в романтической драме «Любовь во времена когда деньги решают всё», премьера которой состоялась 11 января 2002 года, а позднее она получила ограниченный выпуск 1 ноября 2002 года. В июне 2002 года, она сыграла Хелен в пьесе Дэвида Элдриджа «Под голубым небом», на театральном фестивале в Уильямстауне . Ральф Хаммам написал о Фармиге в этом спектакле:
Самое убедительное в этом спектакле — это Вера Фармига, которая танцует хрупкий, но опасный дуэт с Тейтом Донованом. Подтекст в её словах и лице, стимулировал её сверхчувствительное присутствие на сцене, чтобы Донован понял каждое её слово и действие.
После актриса снялась вместе с Эдриеном Броуди в комедийной драме «Кукла», которая была выпущена 13 сентября 2003 года. Прорывом в карьере Фармиги стала роль нарко-зависимой матери Ирен Моррисон, в независимом драматическом фильме «До последней черты» (2004), премьера которого состоялась 15 января 2004 года. Эта роль принесла ей «Премию Ассоциации кинокритиков Лос-Анджелеса» и номинацию на премию «Независимый дух», за «Лучшую женскую роль» в 2005 году. 
Далее она появилась в драматическом, телевизионном фильме «Ангелы с железными зубами», который был выпущен 15 февраля 2004 года на канале HBO. Затем Фармига снялась в роли детектива Сьюзен Браун, в американской адаптации британского, криминально-драматического сериала «Прикосновение зла». Премьера сериала состоялась 12 марта 2004 года и он имел хорошие отзывы критиков, однако не был продлён на второй сезон.
Позднее в том же году она получила второстепенную роль Джослин Джордан в политическом триллере «Маньчжурский кандидат», её партнёрами по фильму стали Дензел Вашингтон и Мерил Стрип. Фильм был выпущен 30 июля 2004 года и получил хорошие отзывы критиков, собрав в прокате $96,1 млн. В следующем году она снялась в фэнтези-драме «Неудачник», вместе с Аароном Экхартом и Иэном МакКелленом. Премьера фильма состоялась на Международном кинофестивале в Торонто 9 сентября 2005 года.
Затем Фармига снялась вместе с Леонардо Ди Каприо и Мэттом Дэймоном в роли полицейского психиатра доктора Мэдлин Мэдден в фильме «Отступники». Картина, выпущенная 6 октября 2006 года, получила одобрение критиков и выиграла четыре премии «Оскар», включая номинацию «Лучший фильм». В мировом прокате бюджет фильма составил $90 млн. За исполнение своей роли в этом фильме Фармига была номинирована на премию «Империя» за «Лучший женский дебют» и совместно с её коллегами получила номинацию на «Премию Гильдии киноактёров США» за «Лучший актёрский состав в игровом кино» в 2007 году.
Далее она снялась в роли Терезы Гэзелл, в криминальном триллере Уэйна Крэймера «Беги без оглядки», который был выпущен 24 февраля 2006 года. Также в этом году актриса сыграла проститутку из восточной Европы в романтической драме Энтони Мингеллы «Вторжение», премьера которой состоялась 9 ноября 2006 года. Фармига впоследствии получила ведущую роль Софи Ли, в корейско-американской, романтической драме Джины Ким «Никогда навсегда», премьера которой состоялась 18 января 2007 года. Её выступление получило высокие оценки критиков, а критик Аллен Джонсон назвал её «одной из лучших американских актрис».
После Фармига снялась в психологическом триллере «Джошуа» (2007), а затем сыграла главную роль в драме «Услуга за услугу», премьера которой состоялась 20 января 2008 года. Её работа в этом фильме получила благоприятные отзывы критиков, а критик Дэвид Эдельштейн заявил что «Фармига была пугающе хороша» и добавил:
Она всегда непредсказуема, когда собирается совершить что-то безрассудное и поэтому трудно угадать что она собирается сделать дальше, это делает её уникальной в своём мастерстве.
12 сентября 2008 года в показ вышла британская, историческая драма «Мальчик в полосатой пижаме», в которой Фармига сыграла Эльзу Гесс. Фильм основанный на одноимённом романе Джона Бойна был хорошо принят критиками, собрав в прокате $44,1 млн. Фармига получила «Премию британского независимого кино», как «Лучшая актриса» в 2008 году. Затем она снялась в британско-российской, военной драме «По этапу» вместе с Джоном Малковичем, которая была выпущена в России 4 марта 2008 года. Её следующая роль — агент ЦРУ Эрика Ван Дорен в политическом триллере «Ничего, кроме правды», в котором её партнёрами по фильму стали Мэтт Диллон и Кейт Бекинсэйл. Эта роль принесла Фармиге номинацию на премию «Выбор критиков», за «Лучшую женскую роль второго плана» в 2009 году.

### 2009—2012:Режиссёрский дебют
Фармига сыграла главную роль Кейт Коулман в психологическом триллере «Дитя тьмы». Фильм был выпущен в США 24 июля 2009 года и несмотря на смешанные отзывы критиков, он стал кассово-успешным проектом, собрав в прокате $78,3 млн. Актёрская игра Веры получила высокую оценку, а критик Тоби Янг писал что «она становится более убедительной, когда история разворачивается». Затем она появилась в роли баронессы Авроры в романтической драме «Удача винодела», премьера которой состоялась на Международном кинофестивале в Торонто 12 сентября 2009 года.
Затем она сыграла Алекс Горан в трагикомедийном, художественном фильме Джейсона Райтмана «Мне бы в небо», вместе с Джорджем Клуни и Анной Кендрик. Фильм был выпущен 4 декабря 2009 года и получил всеобщее признание, собрав в прокате $166,8 млн. Критик Роджер Эберт оценил работу Фармиги в фильме заявив что «она является одной из самых красивых и самых привлекательных женщин в кино». За свою роль в этом фильме Вера Фармига была номинирована на премии «Оскар», BAFTA, «Золотой глобус» и «Премию Гильдии киноактёров США», за «Лучшую женскую роль второго плана» в 2010 году.
В октябре 2009 года Фармига присоединилась к актёрскому составу романтической комедии «Криминальная фишка от Генри», в роли театральной актрисы Джулии. Фильм был показан на Международном кинофестивале в Торонто 14 сентября 2010 года и хотя он получил смешанные отзывы критиков, актёрскую работу Фармиги хвалили. После актриса сыграла капитана Коллин Гудвин в фантастическом боевике Данкана Джонса «Исходный код», премьера которого состоялась 11 марта 2011 года, а на экраны он был выпущен 1 апреля 2011 года. Фильм имел коммерческий успех, собрав $147,3 млн по всему миру с бюджетом в 32 миллиона долларов. Далее Фармиге предложили главную роль в биографическом фильме «Проповедник с пулемётом» (2011), но она отказалась от этой роли из-за беременности.
Вскоре состоялся режиссёрский дебют Фармиги — религиозная драма «Небо и земля», в которой она также снялась в роли взрослой Коррин Уолкер. Фильм получил положительные отзывы критиков после премьеры 23 января 2011 года и имел ограниченный прокат в США 26 августа 2011 года. Многие из членов её семьи, также приняли участие в проекте: младшая сестра, Таисса Фармига сыграла Корин Уокер в подростковом возрасте, муж Ренн Хоуки присутствовал в качестве продюсера и музыкального директора и её двоюродный брат Эдриан Смит работал в качестве арт-куратора. Она получила номинации в актёрской и режиссёрской категориях: премия «Готэм» за «Лучшую режиссёрскую работу» и премия «Спутник» за «Лучшую женскую роль». В своём обзоре фильма, критик Кирк Ханикатт отметил что «режиссёрские дебюты актёров не бывают лучше, чем этот».
Её следующая роль — Венди Уитман в независимой, комедийной драме «Козы», её партнёрами по фильму стали Дэвид Духовны, Тай Баррелл, Дакота Джонсон и др. Премьера фильма состоялась на кинофестивале «Сандэнс» 24 января 2012 года, а после он вышел в ограниченном выпуске в США 10 августа 2012 года.
В том же году она сыграла роль оперативника ЦРУ Кэтрин Линклейтер в триллере Даниэля Эспиноса «Код доступа „Кейптаун“», вместе с Райаном Рейнольдсом и Дензелом Вашингтоном. Премьера фильма прошла в Нью-Йорке 7 февраля 2012 года, но он был выпущен на экраны спустя три дня. Хотя картина получила смешанные отзывы критиков, она имела финансовый успех, собрав $208,1 млн с бюджетом во всём мире $85 миллионов.

### 2013—настоящее время
Летом 2013 года Вера Фармига была заявлена на роль Нормы Луизы Бейтс, матери Нормана Бейтса, в драматическом телесериале канала A&E «Мотель Бейтс». Сериал представляет собой современную перезагрузку фильма ужасов Альфреда Хичкока «Психо» (1960). В основной актёрский состав проекта также вошли Фредди Хаймор, Макс Тириот, Оливия Кук, Нестор Карбонель, Никола Пельтц и Кенни Джонсон. За исполнение роли властной матери психически нездорового юноши Нормана Бейтса Фармига была номинирована на премии «Эмми» (2013), «Сатурн» (2015), «Спутник» (2014), «Выбор народа» (2014) и др. А также была удостоена премий «Сатурн» (2014), «Выбор народа» (2017) и др. В дополнение к главной роли в сериале, она также выступила в качестве продюсера, а позже исполнительного продюсера, второго сезона и последнего, пятого сезона.
После она появилась в фильме ужасов Джеймса Вана «Заклятие», вышедшего 19 июля 2013 года. Этот фильм стал одним из самых кассовых фильмов ужасов всех времён, собрав $318 млн по всему миру с бюджетом в $20 млн. Фармига играла исследователя и ясновидящую Лоррейн Уоррен, вместе с Патриком Уилсоном. Фильм основан на реальных событиях из жизни исследователей паранормальных явлений Эда и Лоррейн Уорренов, в частности о том как в 1971 году они исследовали демоническую активность, происходящую на ферме в Род-Айленде. Она также исполняла свою роль в сиквеле этого фильма «Заклятие 2», сюжет которого фокусируется на случае возникновения полтергейста в Лондоне в 1977 году. Фильм вышел на экраны 10 июня 2016 года и как и его предшественник, был встречен положительными оценками критиков и коммерческим успехом, собрав $320.3 млн во всем мире с бюджетом $40 млн, став в итоге вторым самым кассовым фильмом ужасов всех времен.
В 2013 году Фармига появилась в роли Эдит Мартин в романтической комедии «Миддлтон», вместе с Энди Гарсиа и Таиссой Фармигой. Премьера фильма состоялась на Международном кинофестивале в Сиэтле 17 мая 2013 года, а позднее он был выпущен в ограниченном количестве показов 31 января 2014 года.
. Затем она сыграла роль Элис в румынско-американском комедийно-драматическом фильме «Ближе к луне». Этот фильм режиссёра Нае Каранфила был выпущен в Румынии 7 марта 2014 года и получил ограниченный прокат в США 17 апреля 2015 года. Далее Фармига снялась в юридической драме Дэвида Добкина «Судья» в роли Саманты Пауэлл, фильм был выпущен 10 октября 2014 года и имел коммерческий успех в прокате, собрав $84,4 млн с бюджетом в $50 миллионов
.
После Фармига снялась в роли Элеаноры Финч в комедии «Специальные корреспонденты», премьера которой состоялась на кинофестивале Tribeca 22 апреле 2016 года, прежде чем была выпущена в мировом прокате 29 апреля 2016 года. После она сыграла Элис Ферт в приключенческой комедийной драме Джордана Робертса «Сожги свои карты», премьера которой состоялась на Международном кинофестивале в Торонто 9 сентября 2016 года. Фармига также снялась в роли доктора Норы Филлипс, вместе с Дакотой Фаннинг и Клайвом Оуэном в короткометражном фильме «Побег» режиссёра Нила Бломкампа. Фильм был выпущен в мировом прокате 23 октября 2016 года.
В 2019 году актриса была номинирована на премию «Эмми» в категории «Лучшая женская роль в второго плана в мини-сериале или фильме» за роль прокурора Элизабет Ледерер в сериале «Когда они нас увидят».
В августе 2022 года Фармига сыграла главную роль доктора Анны Поу в получившем признание критиков мини-сериале Apple TV+ «Пять дней в Мемориале», экранизации одноименной книги Шери Финк.

## Личная жизнь

### Семья и отношения
Вера Фармига познакомилась с французским актёром Себастьяном Роше на съёмках телесериала «Рёв», она уехала с ним на Багамы (где прошла их свадьба) после того, как съёмки закончились в 1997 году. После семи лет брака, Фармига и Роше развелись в 2004 году. Далее она начала встречаться с музыкантом Ренном Хоуки, с которым её познакомил их общий друг Аллен Хьюз на съёмках телесериала «Прикосновение зла». Они поженились 13 сентября 2008 года, когда Вера была на пятом месяце беременности. У супругов двое детей, сын — Финн Макдоннелл Хоуки (род. 13 января 2009 года) и дочь — Гитта Любовь Хоуки (род. 4 ноября 2010 года). Семья владеет домами в Нью-Йорке и Ванкувере. Фармига также является невесткой актрисы и фотографа Молли Хоуки. У Веры есть младшая сестра, актриса Таисса Фармига, которую она считает своей лучшей подругой.

### Религиозные убеждения
Вера Фармига считает себя внецерковной христианкой. В августе 2011 года в интервью программе «Christianity Today» она сказала:

Я выросла в украинской католической христианской семье, и это моя вера. Мой отец привил мне первостепенное значение и заложенное в меня с рождения стремление определить для себя понятия Бога и святости. Это всегда было первым уроком наших родителей для нас. Я не проводила дома достаточно времени для участия в постоянных церковных службах, ведь мы часто путешествовали. Поэтому для нас Бог олицетворяет храмы и церкви, конечно, я не принадлежу ни к одной конкретной церковной организации, но я та, кто будет в состоянии находиться в любом месте поклонения богу.
Оригинальный текст (англ.)I grew up in a Ukrainian Catholic-turned-Christian household, and that is my family's faith. My father instilled in me, of paramount importance and innate in me the desire to determine for themselves the concepts of God and Holiness. It was always the first lesson of our parents for us. I didn't spend enough time at home to participate in regular Church services, because we were always travelling. So for us, God represents the churches, of course I do not belong to any particular Church, but I'm the one who will be able to be in any place of worship.

### Общественная позиция
Во время полномасштабного российского вторжения на Украину, являющееся частью российско-украинской войны, активно поддержала Украину.

## Фильмография

### Актёрские работы
| Год       |     | Русское название                          | Оригинальное название                  | Роль                  |
| --------- | --- | ----------------------------------------- | -------------------------------------- | --------------------- |
| 1997      | с   | Рёв                                       | Roar                                   | Кейтлин               |
| 1997      | тф  | Роуз Хилл                                 | Rose Hill                              | Эмили Эллиот          |
| 1998      | с   | Закон и порядок                           | Law & Order                            | Линдси Карсон         |
| 1998      | ф   | Форс-мажор                                | Return to Paradise                     | Кэрри                 |
| 2000      | ф   | Отступники                                | The Opportunists                       | Мириам Келли          |
| 2000      | ф   | Осень в Нью-Йорке                         | Autumn in New York                     | Лиза Тайлер           |
| 2001      | ф   | 15 минут славы                            | 15 Minutes                             | Дафни Хэндлова        |
| 2001      | ф   | Прах                                      | Dust                                   | Эми                   |
| 2001      | тф  | Белоснежка                                | Show White: The Fairest of Them All    | королева Джозефина    |
| 2001—2002 | с   | Под прикрытием                            | Undercover                             | Алекс Кросс           |
| 2002      | ф   | Любовь во времена когда деньги решают всё | Love in the Time of Money              | Грета                 |
| 2002      | ф   | Кукла                                     | Dummy                                  | Лорен                 |
| 2004      | ф   | До последней черты                        | Down to the Bone                       | Ирен Моррисон         |
| 2004      | тф  | Ангелы с железными зубами                 | Iron Jawed Angels                      | Ружа Венславска       |
| 2004      | ф   | Потеря сознания                           | Mind the Gap                           | Элисон Ли             |
| 2004      | ф   | Маньчжурский кандидат                     | The Manchurian Candidate               | Джослин Джордан       |
| 2004      | с   | Прикосновение зла                         | Touching Evil                          | детектив Сьюзен Браун |
| 2005      | ф   | Неудачник                                 | Neverwas                               | Элеанна               |
| 2006      | ф   | Беги без оглядки                          | Running Scared                         | Тереза Гэзелл         |
| 2006      | ф   | Вторжение                                 | Breaking and Entering                  | Оэна                  |
| 2006      | ф   | Непростое дельце                          | The Hard Easy                          | доктор Чарли Брукс    |
| 2006      | ф   | Отступники                                | The Departed                           | доктор Мэдолин Мэдден |
| 2007      | ф   | Никогда навсегда                          | Never Forever                          | Софи Ли               |
| 2007      | ф   | Джошуа                                    | Joshua                                 | Эбби Кейн             |
| 2008      | ф   | Услуга за услугу                          | Quid Pro Quo                           | Фиона                 |
| 2008      | ф   | Лагерь                                    | In Transit                             | Наталья               |
| 2008      | ф   | Ничего кроме правды                       | Nothing But the Truth                  | Эрика Ван Дорен       |
| 2008      | ф   | Мальчик в полосатой пижаме                | The Boy in the Striped Plyjamas        | Эльза Гесс            |
| 2009      | ф   | Дитя тьмы                                 | Orphan                                 | Кейт Коулмен          |
| 2009      | ф   | Удача винодела                            | The Vintner's Luck                     | Аврора де Валдай      |
| 2009      | ф   | Мне бы в небо                             | Up in the Air                          | Алекс Горан           |
| 2011      | ф   | Криминальная фишка от Генри               | Henry's Crime                          | Джулия                |
| 2011      | ф   | Небо и земля                              | Higher Ground                          | Коринна Уокер         |
| 2011      | ф   | Исходный код                              | Source Code                            | Коллин Гудвин         |
| 2012      | ф   | Козы                                      | Goats                                  | Венди Уитман          |
| 2012      | ф   | Код доступа «Кейптаун»                    | Safe House                             | Кэтрин Линклейтер     |
| 2013      | ф   | Миддлтон                                  | At Mlddieton                           | Эдит Мартин           |
| 2013      | ф   | Заклятие                                  | The Conjuring                          | Лоррейн Уоррен        |
| 2013      | ф   | Ближе к луне                              | Closer to the Moon                     | Элис                  |
| 2013—2017 | с   | Мотель Бейтс                              | Bates Motel                            | Норма Луиза Бейтс     |
| 2014      | ф   | Судья                                     | The Judge                              | Саманта Пауэлл        |
| 2016      | ф   | Специальные корреспонденты                | Special Correspondents                 | Элеанора Финч         |
| 2016      | ф   | Заклятие 2                                | The Conjuring 2                        | Лоррейн Уоррен        |
| 2016      | ф   | Сожги свои карты                          | Burn Your Maps                         | Элис Ферт             |
| 2016      | кор | Побег                                     | The Escape                             | доктор Нора Филлипс   |
| 2018      | с   | Электрические сны Филипа К. Дика          | Philip K. Dick’s Electric Dreams       | кандидат              |
| 2018      | ф   | Пассажир                                  | The Commuter                           | Джоанна               |
| 2018      | ф   | Границы                                   | Boundaries                             | Лаура                 |
| 2019      | ф   | Битва за Землю                            | Captive State                          | Присцилла Скотт       |
| 2019      | ф   | Годзилла 2: Король монстров               | Godzilla: King of Monsters             | доктор Эмма Рассел    |
| 2019      | ф   | Как не стать президентом                  | The Front Runner                       | Ли Харт               |
| 2019      | ф   | Проклятие Аннабель 3                      | Annabelle Comes Home                   | Лоррейн Уоррен        |
| 2019      | с   | Когда они нас увидят                      | When They See Us                       | Элизабет Ледерер      |
| 2021      | мс  | Холстон                                   | Halston                                | Адель                 |
| 2021      | ф   | Заклятие 3: По воле дьявола               | The Conjuring: The Devil Made Me Do It | Лоррейн Уоррен        |
| 2021      | ф   | Множественные святые Ньюарка              | The Many Saints of Newark              | Ливия Сопрано         |
| 2021      | с   | Соколиный глаз                            | Hawkeye                                | Элеонора Бишоп        |
| 2023      | ф   | Происхождение                             | Origin                                 | Кейт                  |
| 2023      | ф   | Папа                                      | Ezra                                   | Грейс                 |
| 2025      | ф   | Заклятие 4: Последний обряд               | The Conjuring: Last Rites              | Лоррейн Уоррен        |
|           | ф   | Шпион на миллиард долларов                | Billion Dollar Spy                     | Наталья Толкачёва     |

### Режиссёр
- 2011 — «Небо и земля[англ.]»

## Роли в театре
| Год  | Название          | Роль              | Место проведения                                | Примечания | Ист.    |
| ---- | ----------------- | ----------------- | ----------------------------------------------- | ---------- | ------- |
| 1995 | Браво, Пиаф!      | Эдит Пиаф         | театр Сиракьюс                                  |            | [ 119 ] |
| 1996 | Буря              | Принцесса Миранда | Американская театральная консерватория          |            | [ 120 ] |
| 1996 | Чайка             | Нина Заречная     | Центр исполнительских искусств Джона Ф. Кеннеди |            | [ 121 ] |
| 1996 | Класс зверей      | Лаура Уингфилд    |                                                 |            |         |
| 1996 | Хорошо            | Энн Хартман       | Бродвейский театр                               |            | [ 122 ] |
| 1996 | Принимая стороны  | Эмми Страубе      | Театр Брукс Аткинсон, Бродвей                   | Дублёрша   | [ 123 ] |
| 1997 | Пассивное курение | Линда             | Бродвейский театр                               |            | [ 124 ] |
| 2002 | Под голубым небом | Елена             | Театральный фестиваль в Уильямстауне            |            | [ 125 ] |

## Награды и номинации
Полный список наград и номинаций на сайте IMDb.com.
| Награды и номинации                   | Награды и номинации | Награды и номинации                                             | Награды и номинации        | Награды и номинации |
| Награда                               | Год                 | Категория                                                       | Работа                     | Результат           |
| ------------------------------------- | ------------------- | --------------------------------------------------------------- | -------------------------- | ------------------- |
| Оскар                                 | 2010                | Лучшая женская роль второго плана                               | Мне бы в небо              | Номинация           |
| BAFTA                                 | 2010                | Лучшая женская роль второго плана                               | Мне бы в небо              | Номинация           |
| Золотой глобус                        | 2010                | Лучшая женская роль второго плана — Кинофильм                   | Мне бы в небо              | Номинация           |
| Премия Гильдии киноактёров США        | 2007                | Лучший актёрский состав в игровом кино                          | Отступники                 | Номинация           |
| Премия Гильдии киноактёров США        | 2010                | Лучшая женская роль второго плана                               | Мне бы в небо              | Номинация           |
| Эмми                                  | 2013                | Лучшая женская роль в драматическом телесериале                 | Мотель Бейтс               | Номинация           |
| Эмми                                  | 2019                | Лучшая женская роль второго плана в мини-сериале или телефильме | Когда они нас увидят       | Номинация           |
| Сатурн                                | 2014                | Лучшая телеактриса                                              | Мотель Бейтс               | Победа              |
| Сатурн                                | 2015                | Лучшая телеактриса                                              | Мотель Бейтс               | Номинация           |
| Сатурн                                | 2017                | Лучшая телеактриса                                              | Мотель Бейтс               | Номинация           |
| Премия британского независимого кино  | 2008                | Лучшая актриса                                                  | Мальчик в полосатой пижаме | Победа              |
| Спутник                               | 2006                | Лучший ансамбль в фильме                                        | Отступники                 | Победа              |
| Спутник                               | 2012                | Лучшая женская роль                                             | Небо и земля               | Номинация           |
| Спутник                               | 2014                | Лучшая женская роль в телевизионном сериале — драма             | Мотель Бейтс               | Номинация           |
| Национальный совет кинокритиков США   | 2006                | Лучший актёрский ансамбль                                       | Отступники                 | Победа              |
| MTV Movie Awards                      | 2014                | Лучший испуг                                                    | Заклятие                   | Номинация           |
| Выбор критиков                        | 2006                | Лучший актёрский состав                                         | Отступники                 | Номинация           |
| Выбор критиков                        | 2008                | Лучшая актриса                                                  | Ничего, кроме правды       | Номинация           |
| Выбор критиков                        | 2009                | Лучшая актриса второго плана                                    | Мне бы в небо              | Номинация           |
| Выбор критиков                        | 2009                | Лучший актёрский состав                                         | Мне бы в небо              | Номинация           |
| Выбор критиков                        | 2013                | Лучшая актриса в драматическом сериале                          | Мотель Бейтс               | Номинация           |
| Выбор критиков                        | 2014                | Лучшая актриса в драматическом сериале                          | Мотель Бейтс               | Номинация           |
| Выбор критиков                        | 2015                | Лучшая актриса в драматическом сериале                          | Мотель Бейтс               | Номинация           |
| Независимый дух                       | 2005                | Лучшая женская роль                                             | До последней черты         | Номинация           |
| Ассоциация телевизионных критиков     | 2013                | Личные достижения в драме                                       | Мотель Бейтс               | Номинация           |
| Выбор народа                          | 2014                | Любимый телевизионный антигерой                                 | Мотель Бейтс               | Номинация           |
| Выбор народа                          | 2017                | Любимая телевизионная актриса                                   | Мотель Бейтс               | Победа              |
| Империя                               | 2007                | Лучший женский дебют                                            | Отступники                 | Номинация           |
| Национальное общество кинокритиков    | 2005                | Лучшая актриса                                                  | До последней черты         | 3-е место           |
| Ассоциация кинокритиков Лос-Анджелеса | 2005                | Лучшая актриса                                                  | До последней черты         | Победа              |
| Готэм                                 | 2011                | Лучшая режиссёрская работа                                      | Небо и земля               | Номинация           |
| Общество кинокритиков Бостона         | 2006                | Лучший актёрский ансамбль                                       | Отступники                 | 2-е место           |
| Ассоциация кинокритиков Чикаго        | 2009                | Лучшая актриса                                                  | Мне бы в небо              | Номинация           |
| Ассоциация кинокритиков Далласа       | 2009                | Лучшая актриса                                                  | Мне бы внебо               | 3-е место           |
| Общество кинокритиков Денвера         | 2009                | Лучшая актриса                                                  | Мне бы в небо              | Номинация           |
| Общество кинокритиков Денвера         | 2009                | Лучший актёрский ансамбль                                       | Мне бы в небо              | Номинация           |
| Общество кинокритиков Детройта        | 2009                | Лучшая актриса                                                  | Мне бы в небо              | Номинация           |
| Кружок кинокритиков Дублина           | 2006                | Лучшая актриса                                                  | Вторжение                  | 2-е место           |
| Кружок кинокритиков Дублина           | 2006                | Лучшая актриса                                                  | Отступники                 | 2-е место           |
| Общество кинокритиков Хьюстона        | 2009                | Лучшая актриса                                                  | Мне бы в небо              | Номинация           |
| Лондонский кружок кинокритиков        | 2009                | Лучшая актриса                                                  | Мне бы в небо              | Номинация           |
| Национальный совет кинокритиков       | 2006                | Лучший актёрский ансамбль                                       | Отступники                 | Победа              |
| Общество кинокритиков Нью-Йорка       | 2009                | Лучшая актриса                                                  | Мне бы в небо              | 2-е место           |
| Общество онлайн-кинокритиков          | 2009                | Лучшая актриса                                                  | Мне бы в небо              | Номинация           |
| Общество кинокритиков Сан-Диего       | 2009                | Лучшая актриса                                                  | Мне бы в небо              | Номинация           |
| Ассоциация кинокритиков Сент-Луиса    | 2009                | Лучшая актриса                                                  | Мне бы в небо              | Номинация           |
| Ассоциация кинокритиков Торонто       | 2009                | Лучшая актриса                                                  | Мне бы в небо              | Номинация           |
| Ассоциация кинокритиков Ванкувера     | 2009                | Лучшая актриса                                                  | Мне бы в небо              | Победа              |
| Ассоциация кинокритиков Вашингтона    | 2009                | Лучшая актриса                                                  | Мне бы в небо              | Номинация           |
| Ассоциация кинокритиков Вашингтона    | 2009                | Лучший актёрский ансамбль                                       | Мне бы в небо              | Номинация           |
| Союз женщин-журналистов               | 2009                | Лучшая актриса                                                  | Мне бы в небо              | Номинация           |
| Союз женщин-журналистов               | 2011                | Лучший режиссёр                                                 | Небо и земля               | Номинация           |
| BendFilm Festival Awards              | 2004                | Приз лучшей актрисе                                             | До последней черты         | Победа              |
| Кинофестиваль в Бостоне               | 2013                | Приз лучшей актрисе                                             | Миддлтон                   | Победа              |
| Dorian Awards                         | 2013                | Лучшая актриса                                                  | Мотель Бейтс               | Номинация           |
| Fangoria Chainsaw Awards              | 2015                | Лучшая актриса                                                  | Мотель Бейтса              | 2-е место           |
| Fangoria Chainsaw Awards              | 2016                | Лучшая актриса                                                  | Мотель Бейтса              | Номинация           |
| Gold Derby Awards                     | 2006                | Лучший актёрский ансамбль                                       | Отступники                 | Номинация           |
| Gold Derby Awards                     | 2009                | Лучшая актриса                                                  | Мне бы в небо              | Номинация           |
| Gold Derby Awards                     | 2009                | Лучший актёрский ансамбль                                       | Мне бы в небо              | Номинация           |
| Gold Derby Awards                     | 2013                | Лучшая актриса в драматическом сериале                          | Мотель Бейтс               | Номинация           |
| Gold Derby Awards                     | 2014                | Лучшая актриса в драматическом сериале                          | Мотель Бейтс               | Номинация           |
| Gold Derby Awards                     | 2016                | Лучшая актриса в драматическом сериале                          | Мотель Бейтс               | Номинация           |
| Gold Derby Awards                     | 2017                | Лучшая актриса в драматическом сериале                          | Мотель Бейтс               | Номинация           |
| Gold Derby Awards                     | 2019                | Лучшая актриса второго плана в мини-сериале или телефильме      | Когда они нас увидят       | Номинация           |
| Gopo Awards                           | 2014                | Лучшая актриса                                                  | Ближе к луне               | Номинация           |
| Gracie Awards                         | 2015                | Лучшая драматическая актриса                                    | Мотель Бейтс               | Победа              |
| Кинофестиваль в Марракеше             | 2004                | Лучшая актриса                                                  | До последней черты         | Победа              |
| Кинофестиваль в Провинстауне          | 2011                | Почётная награда                                                | н/д                        | Победа              |
| Qantas Film and Television Awards     | 2010                | Лучшая актриса                                                  | Мне бы в небо              | Победа              |
| Кинофестиваль в Санта-Барбаре         | 2010                | Cinema Vanguard Award                                           | н/д                        | Победа              |
| Сандэнс                               | 2004                | Приз лучшей актрисе                                             | До последней черты         | Победа              |
| Сандэнс                               | 2011                | Приз лучшему режиссёру                                          | Небо и земля               | Номинация           |
| Village Voice Film Poll Awards        | 2009                | Лучшая актриса                                                  | Мне бы в небо              | 2-е место           |
| Women’s Image Network Awards          | 2011                | Лучший режиссёр                                                 | Небо и земля               | Номинация           |
| Women’s Image Network Awards          | 2011                | Лучшая актриса                                                  | Небо и земля               | Победа              |
| Women’s Image Network Awards          | 2013                | Лучшая актриса в драматическом сериале                          | Мотель Бейтс               | Номинация           |
| Women’s Image Network Awards          | 2014                | Лучшая актриса в драматическом сериале                          | Мотель Бейтс               | Номинация           |
| Women’s Image Network Awards          | 2015                | Лучшая актриса в драматическом сериале                          | Мотель Бейтс               | Номинация           |
| Women’s Image Network Awards          | 2016                | Лучшая актриса в драматическом сериале                          | Мотель Бейтс               | Номинация           |